# Feliniopsis breviuscula
Feliniopsis breviuscula är en fjärilsart som beskrevs av Walker 1858. Feliniopsis breviuscula ingår i släktet Feliniopsis och familjen nattflyn. Inga underarter finns listade i Catalogue of Life.